# 꼬깔콘
꼬깔콘은 롯데웰푸드에서 1983년에 출시한 옥수수로 만든 과자이다. 고소한 맛, 군옥수수 맛, 매콤달콤한 맛 등이 있다. 옥수수의 영문명인 'Corn' 을 붙여 '꼬깔콘'이라는 이름이 만들어졌다. 일본에서는 꼬깔콘과 거의 똑같은 과자인 돈가리콘을 제조하여 판매하고 있다. 영어권 국가에서는 버글스(Bugles)라는 이름으로 판매되고 있다.

## 사건
- 2008년: 심한 기름냄새가 난다는 소비자의 신고가 있었다.[1]

- 2011년: 제품에서 파리가 나와 문제가 되기도 했다.[2]